# Josef Kristen
Pour les articles homonymes, voir Kristen.
Josef Kristen (né le 28 janvier 1960 à Cologne) est un coureur cycliste sur piste allemand. Médaillé de bronze de la course aux points aux championnats du monde de 1980 chez les amateurs, il a été professionnel de 1981 à 1988. Il a remporté six courses de six jours et a été champion d'Europe de l'américaine en 1987 avec Roman Hermann.

## Palmarès

### Championnats du monde
- Besançon 1980
  -  Médaillé de bronze de la course aux points amateurs

### Championnats d'Europe
- 1982
  -  Médaillé d'argent de l'américaine
- 1983
  -  Médaillé de bronze de l'américaine
- 1984
  -  Médaillé de bronze de l'américaine
- 1985
  -  Médaillé de bronze de l'américaine
- 1987
  -  Champion d'Europe de l'américaine (avec Roman Hermann)

### Championnats d'Hiver
- 1987
  -  Médaillé d'argent de l'omnium

### Six jours
| - 1981 - 3e des Six jours de Maastricht - 1982 - 3e des Six jours de Cologne - 3e des Six jours de Madrid - 1983 - 2e des Six jours de Maastricht - 3e des Six jours de Francfort - 3e des Six jours de Herning - 3e des Six jours de Munich - 1984 - Six jours de Cologne (avec René Pijnen) - 2e des Six jours de Stuttgart - 2e des Six jours de Zurich - 3e des Six jours de Berlin - 3e des Six jours de Copenhague - 1985 - Six jours de Dortmund (avec Roman Hermann) - Six jours de Stuttgart (avec Henry Rinklin) - 2e des Six jours de Cologne - 3e des Six jours de Brême - 3e des Six jours de Copenhague | - 1986 - Six jours de Brême (avec Dietrich Thurau) - 2e des Six jours de Stuttgart - 3e des Six jours de Bassano del Grappa - 3e des Six jours de Dortmund - 3e des Six jours de Munich - 3e des Six jours de Maastricht - 1987 - Six jours de Münster (avec Roman Hermann) - Six jours de Stuttgart (avec Roman Hermann) - 2e des Six jours de Brême - 2e des Six jours de Copenhague - 2e des Six jours de Cologne - 2e des Six jours de Rotterdam - 3e des Six jours de Bassano del Grappa |